# Coelidiana sinopensis
Coelidiana sinopensis är en insektsart som beskrevs av Chiamolera och Rodney Ramiro Cavichioli 2000. Coelidiana sinopensis ingår i släktet Coelidiana och familjen dvärgstritar. Inga underarter finns listade i Catalogue of Life.